# Список міністрів праці і соціальної політики України
Список персон, які керували Міністерством праці та соціальної політики України та Міністерством праці України з 1991 року, а також Державним секретаріатом праці й суспільної опіки ЗУНР.

### Державний секретар праці й суспільної опіки ЗУНР
| № | Час повноважень         | Портрет | Ім'я             |
| 1 | з 8 листопада 1918–1919 |         | Антін Чернецький |

### Уповноважений Народного комісаріату праці РРФСР при РНК УРСР
| № | Час повноважень              | Портрет | Ім'я                  |
| 1 | 9 травня 1920 — ? січня 1921 |         | Ніколай Глєбов-Авілов |

### Народний комісар праці УРСР
| № | Час повноважень                   | Портрет | Ім'я            |
| 1 | ? серпня 1924 — 23 листопада 1925 |         | Омелян Горбачов |
| 2 | ? грудня 1925 — ? січня 1927      |         | Кирило Сухомлин |
| 3 | ? березня 1927 — 20 квітня 1932   |         | Костянтин Гулий |
| 4 | 20 квітня 1932 — ? 1933           |         | Іван Виростков  |

### Міністр праці УРСР
| № | Час повноважень                | Портрет | Ім'я                |
| 1 | 3 серпня 1990 — 29 жовтня 1991 |         | Віталій Васильченко |

### Міністри праці України
| № | Час повноважень                | Портрет | Ім'я                |
| 1 | 29 жовтня 1991 — 8 серпня 1996 |         | Михайло Каскевич    |
| 2 | серпень 1996 — липень 1997     |         | Микола Білоблоцький |

### Міністри праці та соціальної політики України
| № | Час повноважень                    | Портрет             | Ім'я                |
| 1 | липень 1997 — червень 1998         | Микола Білоблоцький | Микола Білоблоцький |
| 2 | 25 червня 1998 — 30 листопада 2002 |                     | Іван Сахань         |
| 3 | 30 листопада 2002 — 3 лютого 2005  | Михайло Папієв      | Михайло Папієв      |
| 4 | 4 лютого 2005 — 27 вересня 2005    |                     | В'ячеслав Кириленко |
| 5 | 27 вересня 2005 — 4 серпня 2006    |                     | Іван Сахань         |
| 6 | 4 серпня 2006 — 18 грудня 2007     | Михайло Папієв      | Михайло Папієв      |
| 7 | 18 грудня 2007 — 11 березня 2010   | Людмила Денісова    | Людмила Денісова    |
| 8 | 11 березня 2010 — 9 грудня 2010    |                     | Василь Надрага      |

### Міністри соціальної політики України
| № | Час повноважень                 | Портрет          | Ім'я                |
| 1 | 9 грудня 2010 — 24 грудня 2012  |                  | Сергій Тігіпко      |
| 2 | 24 грудня 2012 — 24 лютого 2014 |                  | Наталія Королевська |
| 3 | 27 лютого 2014 — 2 грудня 2014  | Людмила Денісова | Людмила Денісова    |
| 4 | 2 грудня 2014 — 14 квітня 2016  | Павло Розенко    | Павло Розенко       |
| 5 | 14 квітня 2016 — 29 серпня 2019 | Андрій Рева      | Андрій Рева         |
| 6 | 29 серпня 2019 — 4 березня 2020 | Юлія Соколовська | Юлія Соколовська    |
| 7 | 4 березня 2020 — 18 липня 2022  | Марина Лазебна   | Марина Лазебна      |
| 8 | з 19 липня 2022                 | Оксана Жолнович  | Оксана Жолнович     |